# Yoshinobu Minowa
Yoshinobu Minowa (jap. 箕輪 義信 Minowa Yoshinobu; ur. 2 czerwca 1976 w Kawasaki) – japoński piłkarz, reprezentant kraju.

## Kariera klubowa
Od 1999 do 2010 roku występował w klubach Júbilo Iwata, Kawasaki Frontale i Consadole Sapporo.

## Kariera reprezentacyjna
W reprezentacji Japonii zadebiutował w 2005.

## Statystyki
| Reprezentacja Japonii | Reprezentacja Japonii | Reprezentacja Japonii |
| Rok                   | Mecze                 | Gole                  |
| --------------------- | --------------------- | --------------------- |
| 2005                  | 1                     | 0                     |
| Razem                 | 1                     | 0                     |